# Gmina Kambja
Gmina Kambja (est. Kambja vald) – gmina wiejska w Estonii, w prowincji Tartu.
W skład gminy wchodzi:
- 1 miasto: Kambja,
- 30 wsi: Aakaru, Ivaste, Kaatsi, Kammeri, Kavandu, Kodijärve, Kullaga, Kõrkküla, Lalli, Madise, Mäeküla, Oomiste, Paali, Palumäe, Pangodi, Pulli, Pühi, Raanitsa, Rebase, Reolasoo, Riiviku, Sipe, Sirvaku, Sulu, Suure-Kambja, Talvikese, Tatra, Vana-Kuuste, Virulase, Visnapuu.